# Веслинг
Веслинг (њем. Weßling) општина је у њемачкој савезној држави Баварска. Једно је од 14 општинских средишта округа Штарнберг. Према процјени из 2010. у општини је живјело 5.168 становника. Посједује регионалну шифру (AGS) 9188144.

## Географски и демографски подаци
Веслинг се налази у савезној држави Баварска у округу Штарнберг. Општина се налази на надморској висини од 592 метра. Површина општине износи 22,6 km². У самом мјесту је, према процјени из 2010. године, живјело 5.168 становника. Просјечна густина становништва износи 229 становника/km².